# Astrosphaeriella malayensis
Astrosphaeriella malayensis är en svampart som beskrevs av K.D. Hyde & J. Fröhl. 1998. Astrosphaeriella malayensis ingår i släktet Astrosphaeriella och familjen Melanommataceae.   Inga underarter finns listade i Catalogue of Life.